# Diecéze (římská říše)

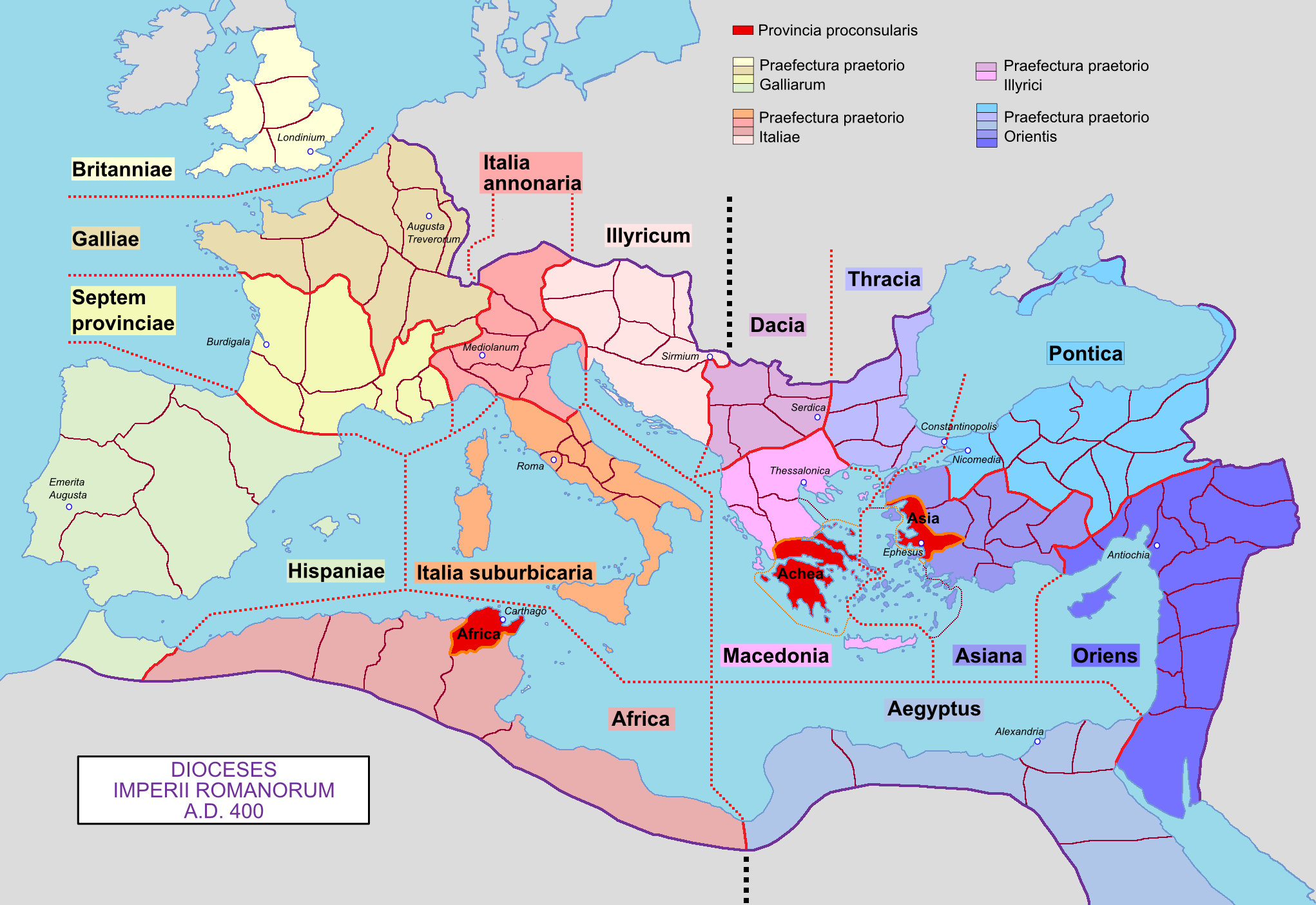
Diecéze v roce 400

Diecéze (latinsky Dioecesis) byla oblast finanční správy římské říše.
Za účelem zajištění efektivnějšího odvodu daní a jiných dávek a kvůli snazšímu vynucení práva vzrostlo za Diocletiana množství provincií ze zhruba padesáti na téměř sto. Provincie byly navíc seskupeny v dvanáct diecézí (od západu na východ: Britannia, Gallia, Viennensis, Hispania, Africa, Italia, Pannoniae, Moesia, Thraciae, Asiana, Pontica, Oriens), v jejichž čele stáli úředníci s titulem vicarius. Rozdělení provincií muselo být později zčásti revidováno, k čemuž došlo krátce po roce 293 nebo na počátku 4. století.